# Damaged Justice

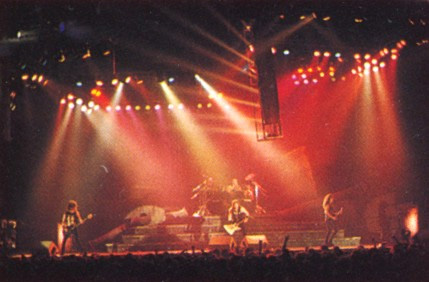
Le groupe Metallica en concert lors de sa tournée "Damaged Justice Tour"

Damaged Justice Tour est la quatrième tournée de concerts effectuée par le groupe de heavy metal américain Metallica en 1988-1989 lors de la sortie de l'album ...And Justice for All. Elle commence le 11 septembre 1988 et s'achève le 8 octobre 1989. Le nom peut faire référence à la couverture du quatrième allbum studio du groupe, ...And Justice for All, ou par la chanson Damage, Inc. de l'album précédent du groupe : Master of Puppets. Le single One est publié durant la tournée. C'est la tournée qui fit de Metallica des « megastars »,.

## Parcours
Le tour est marqué par le fait que le groupe pour la première (et seule au 26 décembre 2020) fois joue dans l'État du Delaware le 7 août 1989 au Stone Balloon de Newark. C'est la première fois qu'un groupe de heavy metal tourne dans autant de stades. Le groupe, au départ circonspect, se rallie à cette idée émise par leur manager Cliff Burnstein,.
La tournée compte 219 dates. Le groupe est rejoint selon les dates par différents autres groupes : Danzig, Queensrÿche, Mortal Sin, The Cult et Faith No More.
À chaque concert, une statue représentant la Justice, telle qu'apparaissant sur la pochette de l'album ...And Justice for All, d'environ 6 mètres de haut, est détruite,.
Le groupe décide de prendre trois mois de vacances après la tournée éprouvante.

## Enregistrements
Le groupe utilisa pour la première fois lors de cette tournée des enregistrements live des concerts sur des face B de single et de 33 tours (ceux utilisés en 1986 pour Jump in the Fire étaient des démos avec de faux bruits de publics ajoutés). Le concert du 5 février 1989 est enregistré et les chansons For Whom the Bell Tolls, Welcome Home (Sanitarium), Seek and Destroy et Creeping Death sont utilisées sur les faces B des singles de One en Europe et au Japon, alors que la grande partie du concert est diffusé comme partie du coffret Fan Can 4.
Les deux concerts de Seattle les 29 et 30 août 1989 sont également enregistré et les chansons Harvester of Sorrow, One, Breadfan (en) et Last Caress (en) sont intégrées à l'album The Good, the Bad & the Live (en). En 1993, ces concerts ont été remixés et diffusés en vidéos dans le coffret Live Shit: Binge & Purge.
Durant le confinement liée à la pandémie de 2020, Metallica diffuse la video du dernier concert américain de la tournée le 23 septembre 1989 à Irvine,.

## Composition
- James Hetfield –chant, guitare rythmique
- Kirk Hammett – guitare solo, chœurs
- Lars Ulrich – batterie
- Jason Newsted – guitare basse, chœurs